# Louis Avril
Louis Avril (Steinach am Brenner (Keizerrijk Oostenrijk), 7 juni 1807 - Pointe-à-Pitre (Guadeloupe), 27 februari 1878) was een Frans parlementslid dat vluchtte naar België en Zwitserland nadat Napoleon III aan de macht was gekomen.

## Biografie
Louis Avril was een onderwijzer uit het departement Isère. Hij was tevens een republikeins lid van de Kamer van Afgevaardigden ten tijde van de Tweede Franse Republiek. Op 13 juni 1849 vluchtte hij echter naar België om aan het regime van de latere keizer Napoleon III te ontkomen. Later zou hij zich vestigen in het neutrale Zwitserland, in Genève en Lausanne. In maart 1851 ondertekende hij een petitie tegen de internering van Franse vluchtelingen in Zwitserland. Hierop werd hij door de Zwitsers uitgewezen. Hij verliet het Zwitserse grondgebied echter niet en verbleef sindsdien in de illegaliteit. Later ondertekende hij eveneens een petitie tegen de staatsgreep in Frankrijk van 2 december 1851. Op 30 december 1851 werd hij in Lausanne aangehouden en overgebracht naar Bern. Op 15 januari 1852 werd hij uitgewezen naar Engeland.
- Bibliothèque nationale de France: cb12172376m (data)
- Gemeinsame Normdatei: 1059122537
- Historisch woordenboek van Zwitserland: 008714
- International Standard Name Identifier: 0000 0000 0074 9741
- Système universitaire de documentation: 030272610
- Virtual International Authority File: 12349331
- WorldCat: E39PBJmtyTPft8yDGrqT3BHXBP